# Chauliodon
Chauliodon là một chi thực vật có hoa trong họ, Orchidaceae.